# Zespół Nagera
Zespół Nagera (łac. syndroma Nager, ang. Nager syndrome, Nager acrofacial dysostosis, NAFD) – genetycznie uwarunkowana, dziedziczona autosomalnie dominująco choroba z grupy dyzostoz kończynowo-twarzowych. Charakteryzuje się zaburzeniami rozwoju twarzoczaszki (hipoplazja łuków jarzmowych, mikrognacją, małymi i obróconymi ku tyłowi małżowinami usznymi) oraz brakiem kciuków, bez objawów niepełnosprawności intelektualnej.

## Historia
Zespół został wyróżniony po raz pierwszy w 1948 roku przez szwajcarskich lekarzy Felixa Nagera i Jeana Pierre’a de Reyniera, natomiast pierwszy przypadek został opisany przez Bodo Slingenberga w 1908 roku.

## Etiologia
Choroba spowodowana jest uszkodzeniem genu SF3B4 znajdującego się na długim ramieniu chromosomu 1, w regionie q21. Gen SF3B4 koduje nukleoproteinę U2 splicesomu. Splicesom bierze udział w regulacji genów wczesnej embriogenezy poprzez wycinanie sekwencji niekodujących (splicing) z prekursorowego mRNA oraz w specjalizacji tkanek. Zespół Nagera jest wynikiem zaburzenia kształtowania się drugiej i trzeciej kieszonki skrzelowej oraz zawiązków kończyn podczas rozwoju embrionalnego.

## Epidemiologia
Częstość występowania szacowana jest na 3 na 1 000 000 żywych urodzeń. Do 2015 roku opisano ponad 100 przypadków.

## Obraz kliniczny
W skład charakterystycznego obrazu twarzy oraz czaszki wchodzą: ułożone skośnie w dół szpary powiekowe, częściowy lub całkowity brak rzęs na powiece dolnej, rozszczep powieki dolnej, wydatny most nosa, niedorozwój łuków jarzmowych, znaczny niedorozwój żuchwy z jej cofnięciem, małe i obrócone ku tyłowi małżowiny uszne z wyroślami przedusznymi, duże i szerokie usta, rozszczep podniebienia oraz szczękościsk.
Zaburzenia przedosiowe kończyn często występują asymetrycznie i najczęściej występują następujące zmiany: obustronny brak kciuków, skrócenie i niedorozwój kości ramiennej, kości promieniowej oraz kości łokciowej, szerokie śródstopie oraz stopa końsko-szpotawa.
W zespole Nagera obserwowane są również niewydolność podniebienia, niedorozwój krtani, nagłośni, głuchota przewodzeniowa oraz niedorozwój przewodów słuchowych zewnętrznych.

## Diagnostyka różnicowa
Zespół Nagera należy różnicować z dyzostozą żuchwowo-twarzową (zespół Treachera-Collinsa), zespołem pozaosiowej dyzostozy kończynowo-twarzowej (zespół Millera), zespołem Pierre’a Robina.

## Leczenie
Nie ma specyficznego leczenia zespołu Nagera (2016). W pierwszym okresie istotne jest leczenie zespołu zaburzeń oddychania noworodka poprzez wykonanie tracheotomii oraz problemów z przyjmowaniem pokarmów poprzez wykonanie gastrostomii. Istotne jest również leczenie chirurgiczne oraz stomatologiczne wad twarzoczaszki, aparatowanie słuchu oraz pomoc logopedyczna.

## Rokowanie
Rokowanie co do życia jest dobre, długość życia również nie jest skrócona. U pacjentów z ciężkimi wadami twarzoczaszki problemy zdrowotne utrzymują się w dorosłym życiu.